# Vevey Nina
De Vevey Nina is een elektrisch treinstel dat wordt ingezet voor het regionaal personenvervoer van de Zwitserse spoorwegmaatschappijen BLS AG, Transports de Martigny et Régions (TMR) en Transports Régionaux Neuchâtelois (TRN). Het acroniem Nina staat voor Niederflur Nahverkehrszug.

## Constructie en techniek
Deze lichtgewichttrein met lagevloerdeel is in de jaren 90 van de 20e eeuw ontworpen in een samenwerking tussen Vevey Technologies in het Zwitserse Vevey en Waggonfabrik Talbot in het Duitse Aken.
Het treinstel werd in diverse lengten aangeboden, van eendelig motorrijtuig tot vierdelig treinstel. De elektrische installatie werd gebouwd door Holec BV te Ridderkerk (later, als Traxis, overgenomen door Alstom). Deze treinstellen kunnen tot vier stuks gecombineerd in treinschakeling rijden en zijn uitgerust met luchtvering.

## Inzet
De treinstellen van het type Nina zijn geleverd aan de volgende ondernemingen in Zwitserland:
| Serie        | Afbeelding | Vervoerder                              | In dienst gesteld                     | Aantal    | Aantal rijtuigen | Aandrijving                 |
| ------------ | ---------- | --------------------------------------- | ------------------------------------- | --------- | ---------------- | --------------------------- |
| BLS RABe 525 |            | BLS AG                                  | 1998 2007                             | 23 + 2 13 | 3 4              | Wisselstroom / Bovenleiding |
| TRN RABe 527 |            | Transports Régionaux Neuchâtelois (TRN) | 1998 tot 2010 overgenomen door BLS AG | 2         | 3                | Wisselstroom / Bovenleiding |
| TMR RABe 527 |            | Transports de Martigny et Régions (TMR) | 1998                                  | 3         | 3                | Wisselstroom / Bovenleiding |